# سیارک ۱۹۴۷
سیارک ۱۹۴۷ (به انگلیسی: 1947 Iso-Heikkila، نامگذاری:1935EA) هزار و نهصد و چهل و هفتمین سیارک کشف شده‌است که در ۴ مارس ۱۹۳۵ کشف شد.
قدر مطلق سیارک برابر ۱۰٫۸۰ است.